# Громов, Михаил Дмитриевич
Михаи́л Дми́триевич Гро́мов (род. 27 августа 1967, Москва) — советский и российский литературовед, африканист, старший научный сотрудник Отдела литератур стран Азии и Африки ИМЛИ РАН (1992—2006). Доктор филологических наук (2004).

## Основные работы
Монографии
- Современная литература на языке суахили. — М., 2004.

Статьи
- Явление литературного билингвизма и становление англоязычной прозы Танзании // Социо- и этнокультурные процессы в современной Африке. М.,1992.
- Идеологическая ситуация и массовая литература в Танзании // Африка: культура и общество, традиции и современность. М., 1994.
- Танзания: концепция «уджамаа» и национальная литература // Вестник МГУ. Серия «Востоковедение», No. 1, 1996.
- О суахилийском детективе // Под небом Африки моей. История, языки, культура народов Африки. Вып. 1. М.,2000
- Человек в угандийском романе 90-х годов // Человек в социокультурном и политическом пространстве. М., Ин-т Африки, 2001.
- Опыт жанрового синтеза в современной прозе на языке суахили // Литературы Азии и Африки. Опыт XX века. М., 2003.